# Dichromodes usurpatrix
Dichromodes usurpatrix là một loài bướm đêm trong họ Geometridae.